# アラモスドロガメ
アラモスドロガメ（Kinosternon alamosae）は、爬虫綱カメ目ドロガメ科ドロガメ属に分類されるカメ。

## 分布
メキシコ（シナロア州北部、ソノラ州南部）
模式標本の産地（模式産地）はアラモス（ソノラ州）で、種小名alamosaeや和名、英名の由来になっている。

## 形態
最大甲長13.5センチメートル。メスよりもオスの方が大型になる。背甲はややドーム状に盛り上がり、上から見ると細長い卵形。甲板に筋状の盛り上がり（キール）はない。第1椎甲板は、第2縁甲板の継ぎ目に接しない。第2-4椎甲板は平坦だが、凹むことはまれ。縁甲板は尖らず、第10、11縁甲板が最も大型（高い）。背甲の色彩は淡黄褐色、褐色、暗黄色で、甲板の継ぎ目（シーム）が暗色。角質甲板が透けて、骨甲板の縫合線が見える個体が多い。背甲と腹甲の継ぎ目（橋）の縦幅は広い。腋下甲板は小型で、鼠蹊甲板は大型。腋下甲板と鼠蹊甲板が接しない。
腹甲は大型。蝶番も発達し、腹甲を折り曲げると背甲と腹甲との間に隙間がないか隙間があってもわずか。左右の肛甲板の間に切れこみが入らないかわずかに切れ込みが入る。腹甲の色彩は淡黄褐色や黄色で、シームが暗色。
頭部は中型で、幅広い。吻端がわずかに突出し、上顎の先端は弱く鉤状に尖る。喉に2本の髭状突起がある。頭部の色彩は暗黄色、灰褐色、灰色で、背面に黒や淡黄色の斑点が入る。側頭部に不規則に筋模様が入る。頸部や四肢、尾背面の色彩は暗灰色や暗黄色で、腹面の色彩は淡黄色や淡黄褐色。
幼体は眼から口角にかけて暗色の縁取りがある淡黄色の筋模様が入るが、成長に伴い消失する。

## 生態
標高1,000メートル以下の砂漠や半砂漠、荒地にある雨季にできる池、水たまりなどに生息する。高温に耐性があり水温42℃の水場で活動していた例がある。雨季（6-10月）以外は泥中で休眠していると考えられている。
食性は雑食で、昆虫、サソリ、多足類、甲殻類、両生類やその幼生、種子を食べた例がある。陸上でも水中でも採食を行う。
繁殖形態は卵生。7月に交尾を行った例がある。1回に3-5個の卵を産む。メスは甲長9-9.5センチメートル（生後5-7年）で性成熟する。

## 人間との関係
ペットとして飼育されることもあり、日本にも輸入されている。メキシコでは国内に分布する爬虫類の輸出が法的に厳しく制限されているため、流通はまれ。本種の名前でサソリドロガメの亜種やシロクチドロガメの基亜種が流通することもあった。飼育下では配合飼料などに餌付く。